# Aeroportul Trois-Rivières
Aeroportul Trois-Rivières (IATA: YRQ, ICAO: CYRQ) este un aeroport din Trois-Rivières⁠(d), Mauricie⁠(d), Provincia Québec, Canada ce deservește zona Trois-Rivières⁠(d). A fost deschis în 1963 și numit după zona deservită.
Situat la o altitudine de 61 m, aeroportul dispune de o singură pistă. Este operat de Aeropro⁠(d).